# Маргулис, Михаил Семёнович
Михаи́л Семёнович Маргу́лис (1879—1951) — советский клиницист и учёный, доктор медицины, профессор МГУ. 

## Биография
Окончил Новороссийский университет (1899), медицинский факультет Московского университета (1902). Доктор медицины (1907) — тема докторской диссертации «Мышечная атрофия при очаговых церебральных поражениях». Профессор (1918).
Ученик руководителя неврологической клиникой Московской градской Старо-Екатерининской больницы П. А. Преображенского, проработавший с ним в течение 8 лет (врачом-экстерном, ординатором, ассистентом).
- М. С. Маргулис возглавил клинику в 1911 году и руководил ею до 1917 года.
- В 1918 году М. С. Маргулис был утверждён в должности профессора кафедры нервных болезней Московского университета. При этом он продолжал работу и в неврологическом отделении Старо-Екатерининской больницы (ныне МОНИКИ[2]), в сотрудничестве с новым руководителем неврологического отделения профессором Л. О. Даркшевичем.
- В 1931 году профессор М. С. Маргулис вернулся к руководству клиникой в должности заведующего кафедрой нервных болезней Центрального института усовершенствования врачей (ЦИУВ).
- В 1938 году Михаил Семёнович покидает неврологическую клинику в связи с переходом института на базу Боткинской больницы, но сохраняет с ней связь на всю жизнь.

Похоронен на Введенском кладбище (11 уч.).

## Деятельность
В начале своей деятельности (клинической и научной) М. С. Маргулис занимался изучением мышечных атрофий. В 1907 году он защитил диссертацию на степень доктора медицины по теме: «Мышечные атрофии при очаговых церебральных поражениях». Основным направлением его исследований в последующие годы становятся нейроинфекции. В 1915 году он первым описал полирадикулоневрит, при котором наблюдалось высокое содержание белка в ликворе. Однако, поскольку в официальной печати первой появилась аналогичная работа Гийена и Барре (1916), приоритет в описании этой формы был отдан им.
М. С. Маргулису принадлежат фундаментальные труды по клинике, патоморфологии и патогенезу бокового амиотрофического склероза, нейросифилиса, эпидемических и спорадических энцефалитов, паразитарных и демиелинизирующих заболеваний нервной системы. Опубликованные им в разные годы монографии, учебники, руководства по неврологии широко известны в нашей стране и за рубежом. Они и поныне являются настольными книгами клиницистов. Среди них, в частности:
- «Острые инфекционные болезни нервной системы»,
- «Амиотрофический спинальный сифилис»,
- «Хронические инфекционные и паразитарные заболевания нервной системы».